# Grupo ING
ING Groep N.V. (NYSE: ING), también llamado Internationale Nederlanden Groep, es una institución financiera de origen neerlandés  que ofrece servicios de banca, seguros e inversiones.
En 2008 ING contaba con más de 130.000 empleados y más de 85 millones de clientes. Tiene oficinas en Canadá, Argentina, España, Luxemburgo, Francia, Italia, Estados Unidos, Alemania, Reino Unido, Bélgica, Austria, Australia, Polonia y Rumanía. Es la matriz del banco virtual ING Direct, que opera en Australia, Canadá, los EE. UU., Reino Unido, España y otras partes. En 2007 era una de las 20 mayores instituciones del mundo en cuanto a capitalización bursátil y de acuerdo al ranking Global 500 de la revista Fortune, la séptima compañía más grande del mundo. 
Sin embargo, el grupo ha sido duramente afectado por la crisis y en noviembre del 2009 anunció que, en un proceso que ha de culminarse en el 2013, realizará sus divisiones de seguros, de inversiones y algunos activos adicionales para convertirse en una institución más pequeña y centrada en el mercado europeo., Los activos de la empresa en gran parte de América fueron comprados por el Grupo Sura de Colombia, adquiriendo las operaciones de la empresa en Colombia, México, Chile, Perú y Uruguay por un valor de US$3.614 millones.
La sede de ING está en Ámsterdam y es popularmente conocida como un edificio autónomo

## Presencia internacional

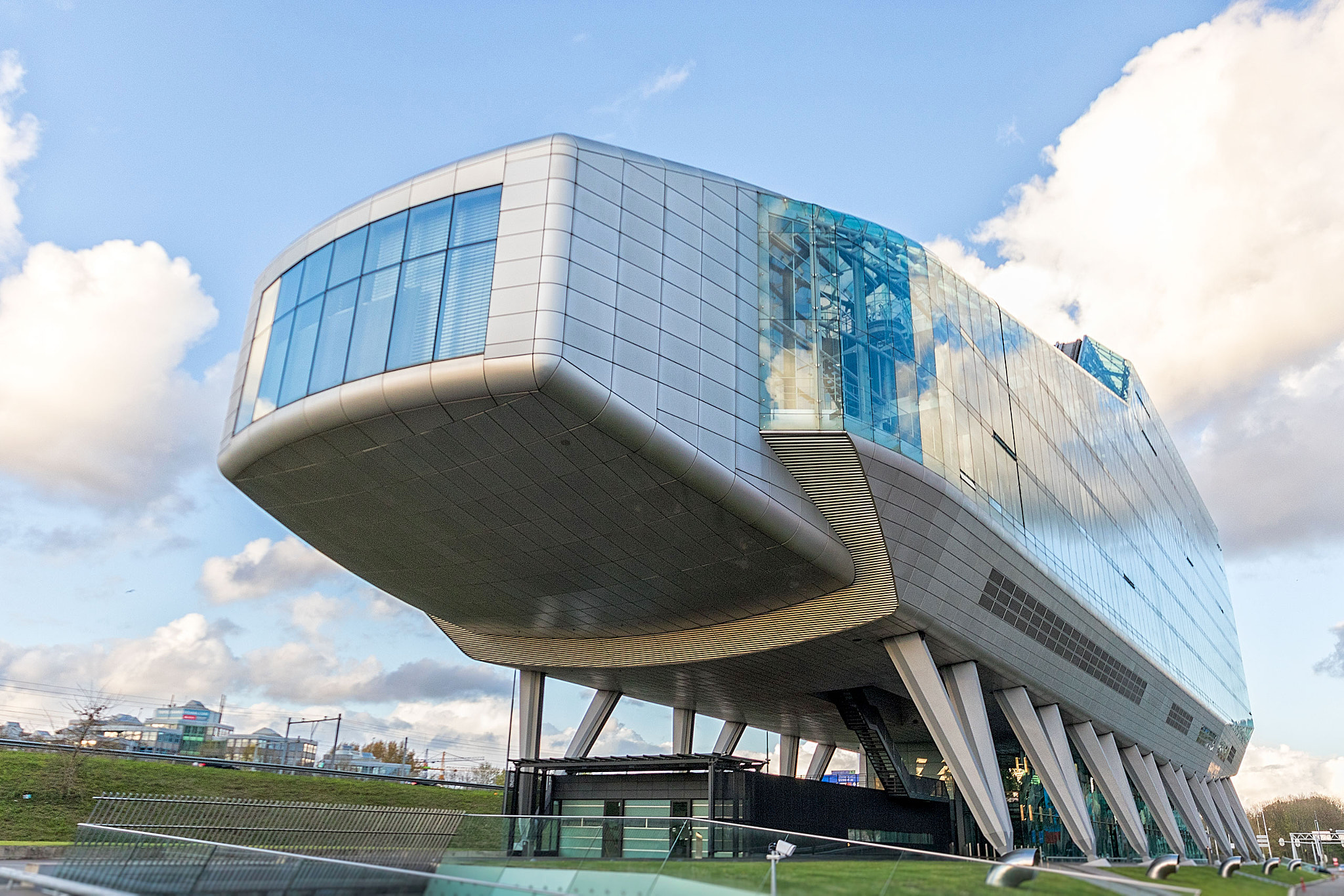
Sede central del Grupo ING en Ámsterdam.

### España
ING Nationale-Nederlanden, está presente en España desde 1978. Su misión es ofrecer a las personas y a las familias soluciones de ahorro, inversión, seguros de vida, etc. 
ING Direct es el banco en línea del Grupo ING con domicilio social en España en Madrid, en Vía de los Poblados 1F.
ING Car Lease es una compañía internacional especializada en servicios de renting de vehículos. Opera en Europa y cuenta con una flota de 235.000 vehículos (360.000 incluyendo las alianzas).

## Obra social y patrocinios deportivos

### Chances for Children

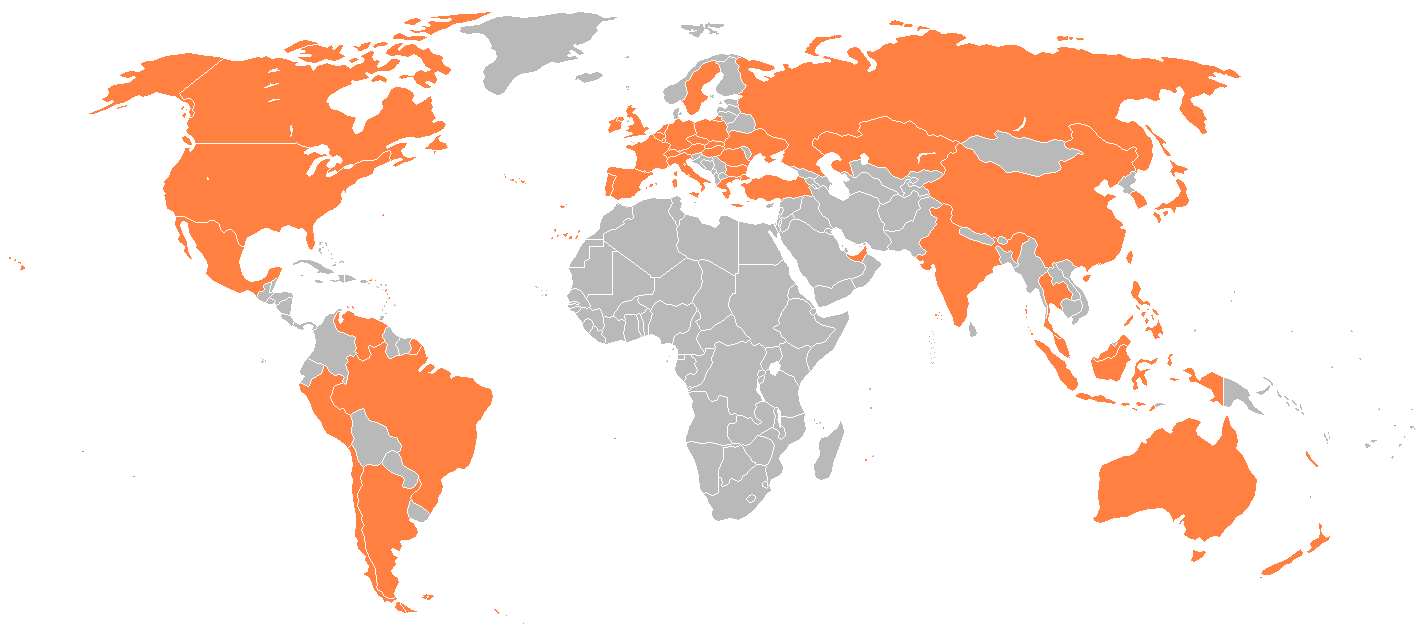
ING en el mundo.

ING durante los últimos años ha empezado iniciativas locales conocidas como “actividades de desarrollo comunitario”. Para crear un fuerte vínculo para más iniciativas comunitarias se creó el programa ING Chances for Children, programa corporativo del Grupo ING que busca, junto con el apoyo de UNICEF, darle acceso a la educación a 115.000 niños en lugares donde exista la presencia de ING.

### PatrocinioING RenaultFórmula 1[actualizar]
El Grupo ING se ha convertido en la temporada 2007 en el nuevo patrocinador del Equipo de Fórmula 1, que ya en la presentación en la sede central del grupo en Ámsterdam, arrancó con un show espectacular. El equipo ha cambiado los colores para adaptarse al nuevo patrocinador: el morro continúa similar al del año pasado pero la parte trasera ha mutado al color naranja.
El 10 de diciembre de 2007 se hizo público que Fernando Alonso regresaba a la escudería francesa tras la rescisión de su contrato con McLaren. Nelson Piquet Jr. sería el segundo piloto de Renault en la temporada 2008. Se espera una gran mejora de rendimiento que permita luchar a la escudería Francesa por podios y victorias después de acabar 3º la temporada 2007 sin conocer la victoria en un solo GP y con tan solo un podio logrado por Heikki Kovalainen en el Gran Premio De Japón. Para ello contarán con el bicampeón del mundo Fernando Alonso, que logró los mayores éxitos de la marca y a la joven promesa Nelson Piquet Jr, hijo del tricampeón del mundo Nelson Piquet.
En 2009 termina el patrocinio de ING en la Fórmula 1.

## Críticas
Según el movimiento internacional altermundialista ATTAC que promueve el control democrático de los mercados financieros «el Grupo holandés de banca y seguros ING Direct, que es uno de los más importantes grupos financieros del mundo surgido en los años noventa» tendría actividades en la Isla de Aruba, territorio de ultramar holandés, que goza de un peculiar estatus político-económico. Se considera en la órbita de lo que se conoce como paraíso fiscal.
[..]«dispone de una sociedad especializada en esta gestión de confianza, de servicios para constituir fideicomisos o trusts en Aruba, la sociedad mercantil ING Trust (Aruba) NV, que según se nos informa sirven a su vez para gestionar las sociedades offshore registradas en ese paraíso fiscal.»